# Liste der Bodendenkmale in Hollenstedt
In der Liste der Bodendenkmale in Hollenstedt sind alle Bodendenkmale der niedersächsischen Gemeinde Hollenstedt aufgelistet. Die Quelle ist der Denkmalatlas Niedersachsen. Der Stand der Liste ist der 28. Oktober 2024.
In den Spalten finden sich folgende Informationen des Bodendenkmales :
- Lage        : geographische Koordinaten
- Bezeichnung : Bezeichnung lt. Denkmalatlas
- Beschreibung: Beschreibung lt. Denkmalatlas
- ID          : Objekt-ID
- Bild        : Bild, ggf. zusätzlich mit Link zu weiteren Fotos im Medienarchiv Wikimedia Commons.

## Hollenstedt
| Lage                        | Bezeichnung               | Beschreibung | ID       | Bild           |
| --------------------------- | ------------------------- | --- | -------- | -------------- |
| 53° 21′ 10″ N, 9° 43′ 6″ O  | Alte Burg                 | „Alte Burg“ genannte Ringwallanlage bei Hollenstedt. Die Befestigung liegt auf einem natürlichen Geländesporn der vermutlich künstlich verbreitert wurde zwischen Este und einem Flussabzweig. Der von einem Kreisgraben umschlossene Ringwall besitzt eine Toröffnung mit Durchgang im Westen. Im Innenraum fanden sich Hinweise auf mindestens 2 Langhäuser im Nordosten der Anlage. Der Gesamtdurchmesser liegt bei 120 m, der Durchmesser der Innenfläche liegt bei 80 m. Der Originalwall ist nur im Süden der Anlage erhalten, der Westteil ist rekonstruiert. Die Wallhöhe lag bei ca. 1,8 - 2,2 m, die Breite am Wallfuss erreicht bis 15,5 m. Aus historischen Karten ergibt sich, dass 1769 nur noch die Südhälfte der Burg vorhanden war während der Nordteil ist vermutlich einer Verlagerung des Flussbetts der Este zu Opfer fiel. In den 1930er Jahren wurde die nördliche Innenfläche bis zu 1 m tief abgegraben, um mit dem Aushub die Estewiesen zu erhöhen. Der heutige Zustand ist eine Teilrekonstruktiuon des Nordteils nach Grabungsbefunden, die 1979/80 nach umfassenden Ausgrabungen im Vorfeld der Anlage von Fischteichen begonnen hatten. 2014 erfolgte eine weitere Untersuchung und erste naturwissenschaftliche Daten für die Errichtung der Anlage. Nach einem Hinweis aus den Fuldaer Annalen wurde lange Zeit die 1. Hälfte des 9. Jh. um das Jahr 804 als Erbauungszeit genannt. Nach neuerer dendrochronologischen Untersuchunge liegt die Entstehungszeit der Burg erst in den letzten beiden Jahrzehnten des 9. Jh.s. Die 1980 erfolgte Rekonstruktion des Wallkörpers als (slawische) Kastenkonstruktion kann ebenfalls widerlegt werden. Vielmehr war ein im Detail sehr vielgestaltiger Wallaufbau zu beobachten, der aus blockförmig angeordneten Packungen von Plaggen, rostartig aufgeschichteten Hölzern sowie Sandschüttungen bestand. | 28960677 | Weitere Bilder |
| 53° 23′ 18″ N, 9° 40′ 16″ O | Hollenstedt 29, Grabhügel | Groß, verflacht. In jüngerer Zeit durch Streifenpflug überfahren. Durchmesser 17 m, erhaltene Höhe 0,8 m. | 28960678 | BW             |
| 53° 23′ 17″ N, 9° 40′ 24″ O | Hollenstedt 30, Grabhügel | Sehr flach, Oberfläche durch Forststreifenpflug gestört. Durchmesser 14 m, erhaltene Höhe 0,6 m. | 28960680 | BW             |
| 53° 23′ 15″ N, 9° 40′ 38″ O | Hollenstedt 32, Grabhügel | Flach, Kuppe mit alter Eingrabung. Durchmesser 10 m, erhaltene Höhe 0,8 m. | 28960679 | BW             |
| 53° 23′ 14″ N, 9° 40′ 39″ O | Hollenstedt 33, Grabhügel | Sehr flach, Oberfläche durch Forststreifenpflug gestört. Durchmesser ca. 5 m, erhaltene Höhe 0,2 m. | 28960683 | BW             |
| 53° 23′ 14″ N, 9° 40′ 40″ O | Hollenstedt 34, Grabhügel | Zerwühlt, Spuren einer alten Eingrabung und geringe Schäden durch Forststreifenpflug. Durchmesser 10 m, erhaltene Höhe 1 m. | 28960684 | BW             |
| 53° 23′ 0″ N, 9° 40′ 18″ O  | Hollenstedt 35, Grabhügel | Sehr flach, Oberfläche durch Forststreifenpflug gestört. Durchmesser ca. 10 m, erhaltene Höhe 0,5 m. | 28960681 | BW             |
| 53° 22′ 40″ N, 9° 40′ 23″ O | Hollenstedt 36, Grabhügel | Rund, S-Seite durch historische Beackerung abgeflacht, in der Mitte eine Eingrabung. Durchmesser 12 m, erhaltene Höhe 0,8 m. | 28960685 | BW             |
| 53° 22′ 40″ N, 9° 40′ 24″ O | Hollenstedt 37, Grabhügel | Flach mit abgeplatteter Kuppe und evtl. alter Eingrabung dort. Durchmesser 10 m, erhaltene Höhe 0,7 m. | 28960686 | BW             |
| 53° 22′ 41″ N, 9° 40′ 30″ O | Hollenstedt 39, Grabhügel | Flach gewölbt mit verfließendem Rand. Durchmesser 13 m, erhaltene Höhe 1 m. | 28960687 | BW             |
| 53° 22′ 41″ N, 9° 40′ 32″ O | Hollenstedt 40, Grabhügel | Flach mit verfließendem Rand. Dm. 12 m; H. 0,7 m. | 28960688 | BW             |
| 53° 22′ 42″ N, 9° 40′ 34″ O | Hollenstedt 41, Grabhügel | Flach mit verfließendem Rand. Dm. 10 m; H. 0,7 m. Alte Eingrabung in der Mitte. | 28960690 | BW             |
| 53° 22′ 42″ N, 9° 40′ 35″ O | Hollenstedt 42, Grabhügel | Flach, Dm. 10 m; H. 0,7 m. Alte Eingrabung in der Mitte. | 28960786 | BW             |
| 53° 21′ 23″ N, 9° 42′ 50″ O | Hollenstedt 47, Grabhügel | Kräftig gewölbt, rund, im Südosten durch Beackerung zerstört. Ehemaliger Durchmesser 12 m, erhaltene Höhe des Nordwestteils H. 0,7 m. | 28960791 | BW             |
| 53° 21′ 32″ N, 9° 42′ 59″ O | Hollenstedt 48, Grabhügel | Kräftig gewölbt mit verfließendem Rand und zentraler Eingrabung. Durchmesser 15 m, erhaltene Höhe 1,6 m. | 28960788 | BW             |
| 53° 21′ 32″ N, 9° 43′ 1″ O  | Hollenstedt 49, Grabhügel | Flach mit Eingrabung in der Mitte, Durchmesser 12 m, erhaltene Höhe 0,7 m. | 28960787 | BW             |
| 53° 21′ 31″ N, 9° 43′ 2″ O  | Hollenstedt 50, Grabhügel | Sehr groß, Dm. 28 m; H. 3 m. In der Mitte Eingrabung von 3 × 3 m, vermutlich Unterstand. Durch den Aushub ist die alte Oberfläche bedeckt und kann nicht mehr genau beurteilt werden. | 28960789 | BW             |
| 53° 21′ 11″ N, 9° 40′ 16″ O | Hollenstedt 61, Grabhügel | Kräftig gewölbt. Dm. 9 m; H. 0,8 m. Sehr gut erhalten. | 28960792 | BW             |
| 53° 21′ 11″ N, 9° 40′ 18″ O | Hollenstedt 62, Grabhügel | Ehemals rund, Nordwestteil für die Anlage eines Weges abgegraben. Durchmesser betrug ca. 15 m, Höhe des erhaltenen Teils 1,2 m. | 28960793 | BW             |
| 53° 21′ 11″ N, 9° 40′ 19″ O | Hollenstedt 63, Grabhügel | Sehr flach, Dm. 10 m; H. 0,5 m. Große Eingrabung in der Mitte; alte Kaninchenbaue. | 28960794 | BW             |
| 53° 21′ 12″ N, 9° 40′ 23″ O | Hollenstedt 64, Grabhügel | Flach, Dm. 10 m; H. 0,7 m. Oberflächlich zerwühlt. Eingrabung an W-Seite (2 × 1 m) hat großen roten Granitblock, ca. 120 × 90 cm, freigelegt. | 28960801 | BW             |
| 53° 21′ 6″ N, 9° 40′ 24″ O  | Hollenstedt 65, Grabhügel | Steil, oben abgeflacht. Dm. 10 m; H. 0,8 m. Mehrere kleine Eingrabungen vom Rand her (alt) an N-Seite (1 × 1,5 m), vermutlich Schützenlöcher. Scheint im Kern unberührt zu sein. | 28960691 | BW             |
| 53° 21′ 11″ N, 9° 40′ 15″ O | Regesbostel 47, Grabhügel | Oben abgeflacht mit steilem Rand, Einkuhlungen weisen auf einen ausgebrochenen Steinkranz hin. Durchmesser 10 m, erhaltene Höhe 1,1 m. | 28960691 | BW             |